# 隠者ピエール

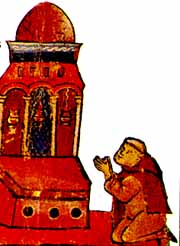
聖墳墓教会に祈る隠者ピエール。ギヨーム・ド・ティールによる年代記の挿絵

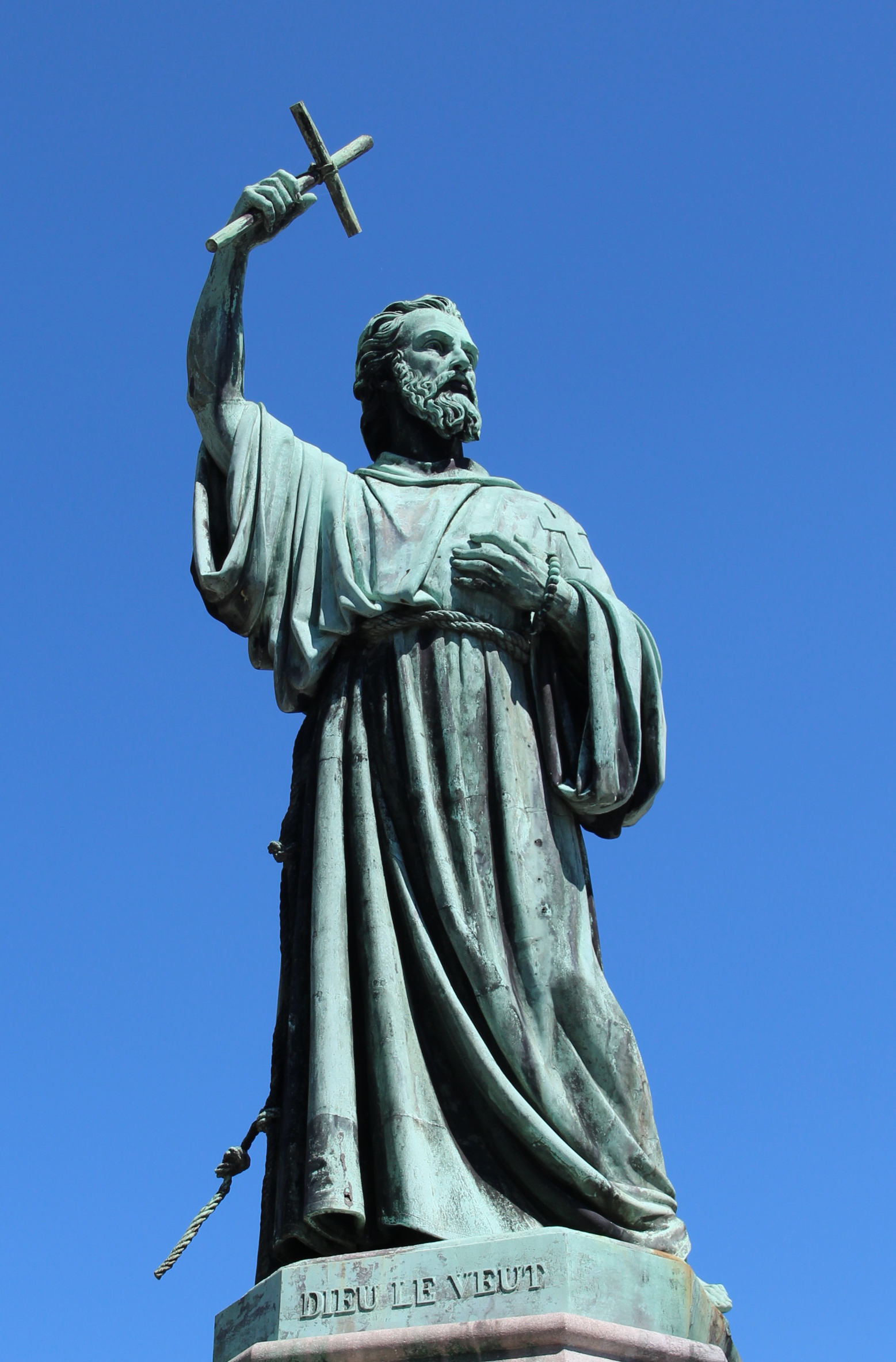
アミアンにある隠者ピエールの像

隠者ピエール（いんじゃピエール、仏: Pierre l'Ermite、生年不詳 - 1115年7月8日に現在のベルギーのユイ近郊のヌフムスティエ（Neufmoustier）で死去?）は、11世紀末にフランス北部のアミアンにいた司祭で、第1回十字軍における重要人物。十字軍本隊に先立ち、民衆十字軍を率いてエルサレムを目指し、その壊滅後は第1回十字軍にも参加した。

## 十字軍以前のピエール
ノジャンのギベール（Guibert de Nogent）によれば、ピエールはアミアン出身で、北フランスのどこかで修道士の服を着て隠棲していたとされる。また東ローマ帝国の帝室に生まれた皇女で歴史家のアンナ・コムネナによれば、ピエールは1096年以前にもエルサレムへの巡礼を目指したが、途中でトルコ人に捕まり拷問されて聖地巡礼はならなかったとされる。
文献によっては、ローマ教皇ウルバヌス2世が1095年11月にクレルモン＝フェランで開催し聖地への軍の派遣を訴えたクレルモン教会会議の場にピエールもいたとある。しかし、フランスの人々に十字軍参加を訴える説教師の一人としてピエールの存在が確認できるのはこの後のことである。ノジャンのギベールは、彼が隠棲をやめて辻説教をするようになった目的は不明としている。
クレルモンの北150kmにあるベーリー地方で活動を始めたピエールは、道徳の立て直しを叫ぶ情熱的な信仰復興運動家としてたちまち熱狂的な人気を集めた。ノジャンのギベールによれば、ピエールは常に裸足で、質素な羊毛のチュニックと頭巾のあるケープを着てロバに乗り、集まった多数の喜捨を貧者に施し、各地でいさかいを鎮めて聖者の如く崇められたという。ピエールは年齢不詳で長いあごひげをたくわえ、姿は痩せこけて背は低かったが、声は大きくその演説は司教や貴族から農民や商人、盗賊や人殺しに至るまで多くの人の心を動かすことができた。ノジャンのギベールは、ピエールの訴えに熱狂した人々が殺到して、彼の衣服やロバのたてがみをはぎ取り、聖遺物でもあるかのようにしまいこんだことを書いている。
ピエールの呼びかけに応えて何千人もの庶民が武器をとり十字架を背負い、手に棕櫚を持ってフランス各地から聖地への行進に加わった。非戦闘員の多い民衆十字軍は、実態は大巡礼団のようなものであり軍事的には何の役割も果たさないものであった。しかし民衆十字軍と呼ばれるピエールの軍勢は貧者ばかりでなく、貴族階級に属さない裕福な自作農や商人、聖職者ではない俗人も多く、後に一行の指揮官となる「無産公」ゴーティエ・サンザヴォワール（Gautier Sans-Avoir、無一文のゴーティエ）などのように武装した兵士や貴人、下級聖職者も参加している。
フランスの中部から北部、フランドルなどを周るピエール一行には次々と貧者たちをはじめとする民衆が合流した。十字軍への熱気の高まりで、中には聖地に着く前から異教徒であるユダヤ人を殺し始める者もおり、ロレーヌ地方やケルン、マインツなどのユダヤ人コミュニティでは略奪や虐殺が行われた。

## 民衆十字軍

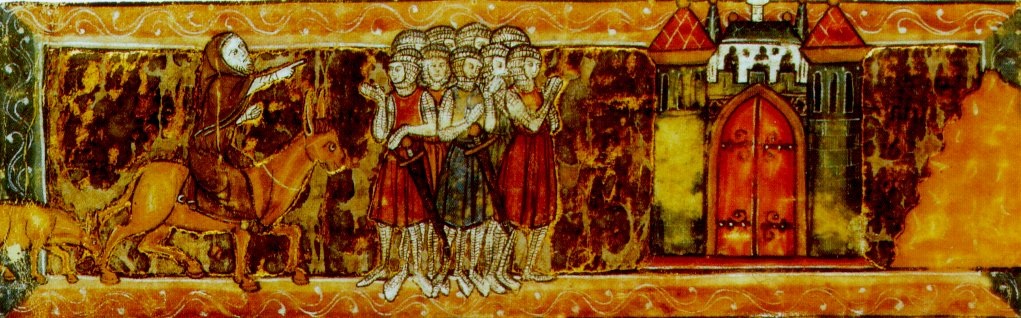
エルサレムへの道を示す隠者ピエール。1270年頃のフランスの写本装飾

ピエール率いるフランス人の集団は1096年4月初めにケルンに入った。ピエールはここでドイツ人たちにも十字軍参加を呼び掛けたが、待ちきれないフランス人たちの一部は無一文のゴーティエを先頭に先に出発した。ピエールも民衆十字軍の5つの部隊のうちのひとつ（男女総勢4万人ほど）を率いて4月中にケルンを発った。騎士たちのように着飾ることのできない彼らの風体は行く先々で怪しげに見られ、時に秩序を失う彼らは各地で軋轢を起こした。途中のハンガリー領内などでは略奪も発生したことが記録されている。記録には、行く先々で民衆十字軍の者たちが地元（ハンガリー）の者たちに「ここはもうエルサレムなのか」と聴いて回ったというものもある。
7月末にその内の3万人ほどがコンスタンティノープルにたどり着いた。東ローマ帝国皇帝アレクシオス1世コムネノスは予想外の大群衆の到着に驚愕した。皇帝は東方正教会を率いており西方のキリスト教徒集団の到来を喜ばず、しかも万を超える群衆に食糧その他の世話をしなければならないことに負担を感じていた。
民衆十字軍の貧者たちの多くはここまでの間に脱落していた。ローマ・カトリックの範囲を出ると、彼らは道筋の教区や領主たちからの施しを受けられず飢え始め、ある者は故郷へ戻り、ある者は各地の盗賊や領主に捕まり奴隷として売られた。民衆十字軍の5つの部隊のうちコンスタンティノープルにたどり着くことができたのは、ピエール率いる一行と無一文のゴーティエ率いる一行のみであり、彼らはここで一つの軍勢へと合流した。ピエールらは皇帝らと自分たちを聖地へ渡らせる船を出すよう交渉したが、その間コンスタンティノープルの政府は首都郊外で宿営を続ける民衆十字軍に対する食糧補給が十分にできず、飢えた彼らが店を襲い始めたため、軍勢を厄介払いする必要が生じ始めていた。
皇帝は、首都の無秩序がこれ以上広がり、さらに十字軍本体もコンスタンティノープルに集合して彼の地位を脅かすことを恐れたため、ピエールらとの交渉を早期に決着させて船を手配し彼らをボスポラス海峡の向こうへ渡らせることにした。8月初め、民衆十字軍はアジア側の海岸に到達し、ヘレノポリスという小さな町で宿営した。皇帝は小アジアのセルジューク朝領内を通るための護衛をつけることを約束しており、ピエールらに命令があるまで待機するよう伝えた。しかし民衆十字軍は食料が欠乏しており、アンナ・コムネナによれば、皇帝の命令を無視してセルジューク朝領内に入り、ギリシャ人やトルコ人の街や村を襲い略奪や虐殺を始める者が現われ、さらに彼らの持ち帰った戦利品をめぐる内輪もめも起こり、自分たちも食糧や戦利品を奪おうとして本隊を離れセルジューク朝に侵入する者も出たという。
近くの大都市ニカイアを首都とするルーム・セルジューク朝の王クルチ・アルスラーン1世は怒り、民衆十字軍の一部兵士が陥落させた城を奪還し、十字軍兵士たちを殺戮した。ピエールは失意のうちにコンスタンティノープルへ戻り、皇帝の助けを求めた。クルチ・アルスラーン1世は残る民衆十字軍本体を壊滅させるため、宿営地とニカイアの間に伏兵を置き、間諜を宿営地に送って「本隊を離れた者たちがニカイアを陥落させ略奪を始めている」という噂を広めさせた。民衆十字軍は混乱に陥り先を争うようにニカイアへ出発したが、伏兵にかかり壊滅的打撃を受けた（ドラコンの戦い）。神の助けで守られているとピエールが言った巡礼者たちは、ほとんどが殺され、残りは捕まり奴隷として売られてしまった。

## 第1回十字軍
ピエールとごく少数の生き残りは、皇帝の助けを期待できないまま、1096年の冬から1097年にかけてコンスタンティノープルで過ごし、巡礼の道を護衛してくれるであろう十字軍本隊が来るのを待った。
諸侯の部隊がコンスタンティノープルに到着するとピエール一行も合流し、1097年5月エルサレムに向けて出発し小アジアを横断し始めた。ピエールの軍勢はクルチ・アルスラーン1世らの伏兵でほとんど失われていたものの、ピエールの権威は十字軍内の武装していない庶民、けが人、破産した騎士らのあいだでは高く人気も絶大だった。ピエールは何度か説教を行い十字軍を鼓舞するものの、パレスチナに向けて小アジアとシリアを横断する過程での役割は補助的なものにすぎなかった。
次に記録にピエールが登場するのは、1098年の初頭、アンティオキア攻囲戦の最中に極度の欠乏状態から逃亡しようとしたときである。ノジャンのギベールが述べる通り、ピエールのみじめな姿は「堕ちた英雄」のものであった。しかし、ノジャンのギベールやその他の年代記作者は、この後ピエールの行った説教が飢えて半死半生の兵士たちを鼓舞し、戦いを続けさせたことを記している。十字軍はアンティオキアの城門の衛兵を買収し門を開けさせ、一気になだれ込んで街を落とし、この後に到着して逆にアンティオキアを包囲した圧倒的多数のムスリム連合軍をも破り去った。アンティオキアをムスリム軍が包囲している間、ピエールは諸公によりムスリム側の指揮官ケルボガのもとへ送られ、一騎討ちでの決着を提案したものの拒否されている。
十字軍はアンティオキア攻略後、飢えと疫病で混乱しシリア内陸部をさまよった。ピエールはこの後、1099年3月に十字軍がレバノン山脈山中のアルカ（Arqa）を攻囲した際に、施しの責任者として登場している。十字軍はアルカから山を越え地中海側に出てパレスチナを目指した。ピエールはエルサレム攻囲戦でエルサレムが落ちる前、城壁の周りを祈願しながら行進する人々を率いており、またエルサレム陥落後、8月のアスカロンの戦いで十字軍側が奇跡的勝利を収める前にもエルサレム城内で祈願を行っている。1099年末にはピエールはラタキアにおり、そこから西へ向かう船に乗ったとされるが、この以後の確かな記録はない。アーヘンのアルベルト（Albert d'Aix）によれば、1131年、自身がフランスに建てた聖墳墓教会の副長として死んだと記している。またジャック・ド・ヴィトリ（Jacques de Vitry）によれば、1100年に現在のベルギー南西部のユイに現れ近郊にヌフムスティエ（Neufmoustier）修道院を設立し1115年に死んだともされる。これはジャック・ド・ヴィトリがリエージュの教区の住民をアルビジョア十字軍に参加させるために創作したものとも考えられる。

## 隠者ピエールの伝説化と評価
後のカトリックの歴史家や近代の歴史学者は否定しているが、十字軍から間もない12世紀前半の年代記作者であったマルムズベリーのウィリアムは、隠者ピエールこそが第1回十字軍の真の発起人であったと書いている。彼は、ピエールがエルサレムを巡礼した際、聖墳墓教会で彼の前にイエスが現われ、十字軍を呼び掛けるよう命じたという逸話を記している。この話は、第1回十字軍から数世代後に聖地にいたギヨーム・ド・ティール（Guillaume de Tyr）の文にも書かれており、パレスチナにいた十字軍の子孫たちの間でも、ピエールが十字軍の呼びかけ人だったと信じられていたことを示す。この伝説の起源がどこかについては研究がなされており、19世紀ドイツの歴史学者ハインリヒ・フォン・ジーベル（Heinrich von Sybel）は十字軍に参加した貧者たちの宿営地で隠者ピエールに対する偶像化が始まっていたことを述べ、ロレーヌ人兵士らの間でゴドフロワ・ド・ブイヨンが十字軍最高の戦士として英雄化されたことと並行していると指摘している。
アンナ・コムネナの著した歴史書や、アンティオキア公ボエモン1世に近い人物のものとみられる著者不明の年代記『ゲスタ・フランコルム』（Gesta Francorum、ノジャンのギベールが年代記を書くにあたり基とした書物）では、実在の人物としてのピエール像が描かれているが、その他の12世紀の年代記、例えばアーヘンのアルベルトの著書では隠者ピエールが、「十字軍の目的が純粋だった時代」の伝説的かつ敬虔な指導者として描かれている。
隠者ピエールに対する今日の見方は、怪しげな扇動者というものから、民衆指導者としてのある程度の評価まで分かれている。民衆十字軍についての評価も、11世紀末や12世紀の当時から今日まで様々に分かれている。物的にも精神的にも貧しい集団として、軍事的に足手まといになったことや無秩序な烏合の衆で行く先々で略奪をしたことを強調する否定的な見方もあれば、民衆史観などの立場から、当時の中世ヨーロッパの貧しい生活から抜け出そうとした民衆による運動として見るものもある。